# Облога Делі (1804)
Облога Делі (8—19 жовтня 1804) була здійснена маратхським воєначальником Ясвантом Рао I проти військових сил Британської Ост-Індійської компанії, котрі захищали Делі, є складовою частиною Другої англо-маратхської війни.
8 жовтня маратхські сили напали на Делі. Військові сили Холкарів чисельністю до 60 000 піхоти та 15 000 кінноти при 200 гарматах протистояли британським частинам генерала Девіда Охтерлоні і Бурна. Британський гарнізон у Делі нараховував 2500 вояків. Точилися напружені бої за підступи до Аджмерських, Кашмірських і Лахорських воріт. Сили Холкарів відійшли після прибуття Джерарда Лейка 18 жовтня — перед тим були напружені бої з переслідуванням британців.
19 жовтня сили Ясванта Рао повністю вийшли з Делі.